# Un petit boulot
Pour plus de détails, voir Fiche technique et Distribution.
Un petit boulot est un film franco-belge réalisé par Pascal Chaumeil et sorti en 2016, un an après la mort du réalisateur dont c'était le quatrième long métrage. Le scénario, écrit par Michel Blanc, est tiré du roman éponyme de Iain Levison (intitulé Since the Layoffs en version originale, et publié en 2003).

## Synopsis
Jacques vit dans une petite ville du département du Nord touchée par la fermeture de l'usine dans laquelle beaucoup d'habitants travaillaient. Quitté par sa copine et endetté, il est abordé par un malfrat local qui lui propose un contrat : tuer sa femme. Jacques accepte après quelques hésitations. D'autre part, un employé de la station service locale qui trafiquait de la drogue est tué par un policier. La station étant tenue par un ami de Jacques, l'emploi libéré lui est proposé et il regrette d'avoir pris le contrat. Néanmoins il remplit ses engagements et découvre une certaine assurance, lui qui n'était plus rien. Sa situation économique s'améliore. A l'occasion d'un contrôle par un inspecteur du groupe propriétaire de la station, la place des trois employés est gravement compromise, licenciements, etc. Jacques élimine cet inspecteur et commence à devenir un tueur à gage malgré lui. Grâce à l'argent d'un dernier contrat de tueur, Jacques peux permettre à son ami gérant la station service de racheter le bail. Jacques arrive à mettre fin à la spirale infernale de la déchéance sociale et en fait bénéficier ses compagnons d'infortune. Il renoue avec l'amour, l'amitié et la dignité.

## Fiche technique
- Réalisation : Pascal Chaumeil
- Scénario : Michel Blanc, d'après le roman homonyme de Iain Levison (Since the Layoffs (2003)) avec la collaboration de Frantz Bartelt
- Photographie : Manuel Dacosse
- Montage : Sylvie Landra
- Décors : Amanda Petrella
- Costumes : Bethsabée Dreyfus
- Directeur artistique : Paul Toddington
- Maquillage : Michelle Van Brussel
- Son : Antoine Deflandre, Alexandre Fleurant, Thomas Gauder
- Musique : Mathieu Lamboley
- Producteurs : Sidonie Dumas, Yann Arnaud et Geneviève Lemal
- Sociétés de production : Gaumont, Scope Pictures, Paddock Films, Canal+, Ciné+, avec le soutien du fonds Eurimages et de la Wallonie
- Société de distribution : Gaumont et TeleScope Film Distribution
- Langue : français
- Format : couleur, 2.35:1
- Durée : 107 minutes
- Pays d'origine :  France,  Belgique
- Box-office France : 395 311 entrées
- Dates de sortie :
  - Canada : 1er août 2016 (première mondiale au festival FanTasia[1])
  - France : 31 août 2016

## Distribution
- Romain Duris : Jacques
- Michel Blanc : Gardot
- Alice Belaïdi : Anita
- Iván Marcos : Jaime
- Alex Lutz : Brecht
- Gustave Kervern : Tom
- Charlie Dupont : Jeff
- Carole Trévoux : Katie
- Patrick Descamps : Walter
- Ana Rodriguez : Fille espagnole 1
- Yolanda Romero : Fille espagnole 2
- Thomas Mustin : Mulot
- Philippe Grand'Henry : Carl
- Gaël Soudron : Pierrot
- Fabrice Adde : Inspecteur Massé
- Anne Paulicevich : Inspecteur 1
- David Quertigniez : Inspecteur 2
- Benoît Strulus : Homme police
- Martin Spinhayer : Flic 1
- Guillaume Clement : Flic 2
- Antojo : Pilote
- Isabelle Darras : Mélanie
- Anabel Lopez : Karine Bardot
- Stéphanie Crayencour : Cathie
- Carlos Manera : Réceptionniste
- Cathy Grosjean : Hôtesse de police
- Kevin Van Doorslaer : L'ex d'Anita
- Hélène Moor : Hôtesse hôpital

## Tournage
Certaines scènes du film ont été tournées à Majorque, dans le village San Telmo (vue de l'hôtel de la plage, de l'îlot du Puntaleu, d'une rue prés du port).[réf. nécessaire]
La scène où Gardot (Michel Blanc) téléphone à Jacques (Romain Duris) depuis un hôpital a été tournée au Grand Hôpital de Charleroi sur le site de Reine Fabiola à Montignies-sur-Sambre.